# Lydia Gilmore
Lydia Gilmore es una película muda dramática estadounidense de 1915 dirigida por Hugh Ford y Edwin S. Porter y escrita por Hugh Ford y Henry Arthur Jones. La película está protagonizada por Pauline Frederick, Vincent Serrano, Thomas Holding, Robert Cain, Helen Lutrell y Jack Curtis. La película fue estrenada el 26 de diciembre de 1915 por Paramount Pictures.

## Elenco
- Pauline Frederick como Lydia Gilmore
- Vincent Serrano como el Dr. Gilmore
- Thomas Holding como Ralph Benham
- Robert Cain como el señor Stracey
- Helen Lutrell como la señora Stracey
- Jack Curtis como el maestro Ned Gilmore
- MW Rale como detective